# Akira Yoshino
Akira Yoshino (jap. 吉野 彰 Yoshino Akira; ur. 30 stycznia 1948 w Suita, w prefekturze Osaka) – japoński chemik, laureat Nagrody Nobla w dziedzinie chemii w 2019 roku wraz z Johnem B. Goodenoughem i M. Stanleyem Whittinghamem za prace nad akumulatorami litowo-jonowymi.

## Życiorys
W 1970 r. uzyskał licencjat z inżynierii na Uniwersytecie w Kioto, a następnie tytuł magistra inżyniera na tej samej uczelni w 1972 roku. Stopień naukowy doktora otrzymał w 2005 roku na Uniwersytecie Osakijskim. Od 1972 roku pracował dla koncernu chemicznego Asahi Kasei, w latach 1994–1997 dla A&T Battery (spółki joint venture Asahi Kasei i Toshiby), a od 1997 roku ponownie dla Asahi Kasei. Od 2017 roku Yoshino jest również profesorem na Meijo University w Nagoi.
W 2018 roku otrzymał Nagrodę Japońską (jap. Nihon-kokusai-shō, dosł. „Japońska Nagroda Międzynarodowa”, ang. Japan International Prize), również za swoje osiągnięcia w pracach nad ww. akumulatorami i bateriami. Jest też laureatem wielu innych nagród.